# Asperdaphne ula
Asperdaphne ula är en snäckart som först beskrevs av Watson 1881.  Asperdaphne ula ingår i släktet Asperdaphne och familjen kägelsnäckor. Inga underarter finns listade i Catalogue of Life.